# Ernest Calvat
 (août 2024).
Si vous disposez d'ouvrages ou d'articles de référence ou si vous connaissez des sites web de qualité traitant du thème abordé ici, merci de compléter l'article en donnant les références utiles à sa vérifiabilité et en les liant à la section « Notes et références ».
Pour les articles homonymes, voir Calvat.
Ernest Calvat, de son vrai nom Claude-Irénée Calvat (30 août 1823 Grenoble - 20 décembre 1898 La Tronche) a été maire de la ville de Grenoble de 1871 à 1874.

## Biographie
En pleine période insurrectionnelle de la Commune, il devient le quatrième maire de Grenoble au cours de l'année 1871. Élu maire le 1er mai 1871, c'est avec Auguste Arnaud, Joseph Flandrin, Alphonse Finet, Auguste Gaché, Victor Raoult et Édouard Rey, qu'au nom du conseil municipal, il demande à l'assemblée nationale d'arrêter l'écrasement de la Commune de Paris.
Réélu, il est évincé de son fauteuil de maire par un décret du 17 février 1874 de Patrice de Mac-Mahon devenu entre-temps Président de la République.
En sa qualité de maire, il reçoit Léon Gambetta le 26 septembre 1872, et c'est durant son mandat qu'est ouvert au public la bibliothèque du musée-bibliothèque de Grenoble en 1872.
Très impliqué dans le projet de construction d'une halle dans le quartier Sainte-Claire, c'est son successeur, Félix Giraud, qui assistera au premier coup de pioche de ce chantier le 21 mars 1874. De même, son conseil municipal décida dans la séance du 12 décembre 1873 de l'arrachage des peupliers bordant le cours Berriat, mais les travaux de coupe s'achèveront sous la municipalité de Félix Giraud. 
Ernest Calvat est aussi le fondateur d'une ganterie rue Saint-Laurent à Grenoble.
Une rue de Grenoble porte son nom dans le quartier de l'Île Verte. Ernest Calvat est inhumé au cimetière Saint-Roch de Grenoble.